# Kizz My Black Azz
Kizz My Black Azz – minialbum rapera MC Rena, wydany w 1992 przez wytwórnię Ruthless Records. Był to jego pierwszy solowy minialbum po rozpadzie grupy N.W.A. Wydawnictwo promował singel "Final Frontier". To tego utworu powstał też teledysk. Mimo niewielkiej promocji płyta osiąga status platyny, sprzedając się USA w liczbie ponad 1 mln egzemplarzy.
Od strony muzycznej za produkcję wszystkich utworów odpowiedzialny był Bobby "Bobcat" Ervin z wyjątkiem "Hounddogz", którego produkcją zajęli się DJ Train, MC Ren a także The Torture Chamber.

## Lista utworów
1. "Intro: Check It Out Y'all"
2. "Behind the Scenes"
3. "Final Frontier"
4. "Right Up My Alley"
5. "Hounddogz"
6. "Kizz My Black Azz"